# Svetlana Mugoša-Antić
Svetlana Mugoša-Antić (serbi: Светлана Мугоша-Антић)  (Podgorica, 13 de novembre de 1964) és una ex-jugadora d'handbol montenegrina que va competir sota bandera de Iugoslàvia durant la dècada de 1980. Posteriorment emigrà a Àustria, on aconseguí la nacionalitat el 1991. És germana de la també jugadora d'handbol Ljiljana Mugoša.
El 1984 va prendre part en els Jocs Olímpics de Los Angeles, on guanyà la medalla d'or en la competició d'handbol. Quatre anys més tard, als Jocs de Seül, fou quarta en la mateixa competició. El 2000, a Sydney, va disputar els seus tercers i darrers Jocs, en aquesta ocasió amb Àustria. Fou cinquena en la competició d'handbol.
En el seu palmarès també destaquen dues medalles al Campionat del món d'handbol: de plata el 1990 i de bronze el 1999. Amb la selecció iugoslava jugà 160 partits i amb l'austríaca 40.
A nivell de clubs s'inicià al Budućnost Titograd, on va jugar fins a 1990 i amb el qual guanyà la Copa d'Europa dels vencedors de copa de 1985, la Copa EHF de 1987, la lliga iugoslava de 1985, 1989 i 1990; i la copa iugoslava de 1984 i 1989. El 1984 va conèixer al que seria el seu futur marit, Nikola Antić. El 1990 fitxà pel principal club europeu del moment, l'Hypo Niederösterreich (1990-1992) amb l'objectiu de guanyar la Copa d'Europa. Un primer intent fallit el 1991 precediria la victòria en aquesta competició el 1992. A banda també guanyà la lliga austríaca de 1991 i 1992. Posteriorment, i fins al 2003 va jugar en diferents clubs francesos: USM Gagny (1992-1994), AS Bondy i ES Besançon (2000-2003). Els principals èxits els aconseguí amb el Besançon, amb qui guanyà la lliga francesa de 2001 i 2003, la Copa de França de 2001, 2002 i 2003 i la Copa de la Lliga de 2003.